# Палеоботаника
Палеобота́ника, или ботани́ческая палеонтоло́гия — наука об ископаемых растительных остатках, отрасль ботаники, тесно связанная с такими естественными науками как геология и география.

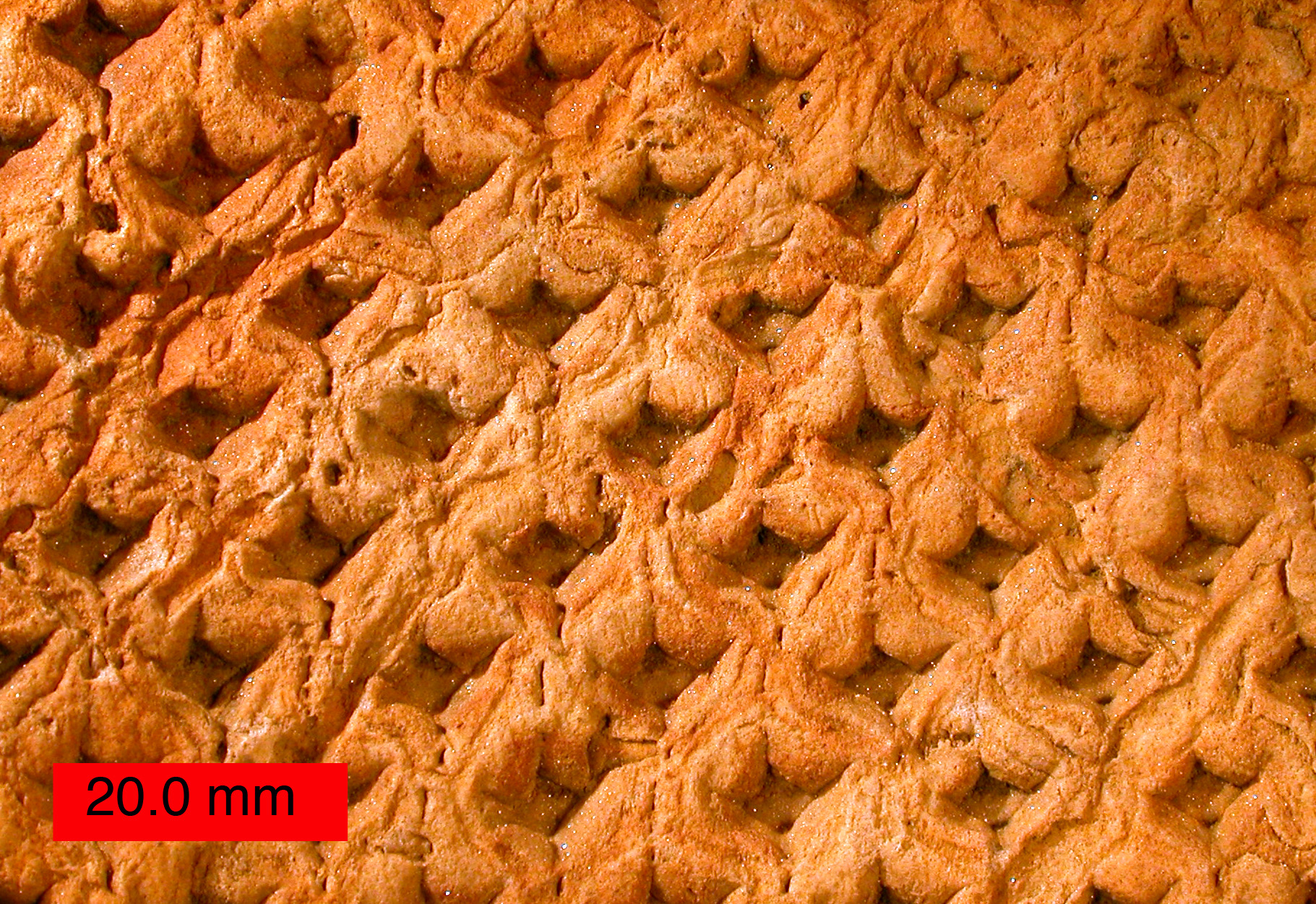
Фрагмент окаменевшего ствола лепидодендрона (Lepidodendron). Видны листовые рубцы

## История
Будучи приложением ботаники к геологии, основывалась почти одновременно с общей, или зоологической, палеонтологией и явилась впервые в трудах Шлотгейма (1805) и Штернберга (1820).
Классическое сочинение Броньяра «Histore des végétaux fossiles» (Париж, 1822) служит истинным началом ботанической палеонтологии.
Дальнейшие поиски растительных остатков среди окаменелостей дали возможность проследить длинный ряд изменений флоры Земли, от гигантских папоротников и хвощей до нынешних форм.
Наибольшими успехами этот отдел науки обязан трудам Унгера, Освальда Хеера, Шимпера, Лекере; из русских Куторги, Бэра, Шмальгаузена и других.

## Палеоботаники
Известные российские и советские палеоботаники:
- Баранов, Владимир Исаакович (1889—1967)
- Краснов, Андрей Николаевич (1862—1915)
- Криштофович, Африкан Николаевич (1885—1953)
- Мейен, Сергей Викторович (1935—1987)
- Нейбург, Мария Фёдоровна (1894—1962)
- Палибин, Иван Владимирович (1872—1949).